# Peder Holt

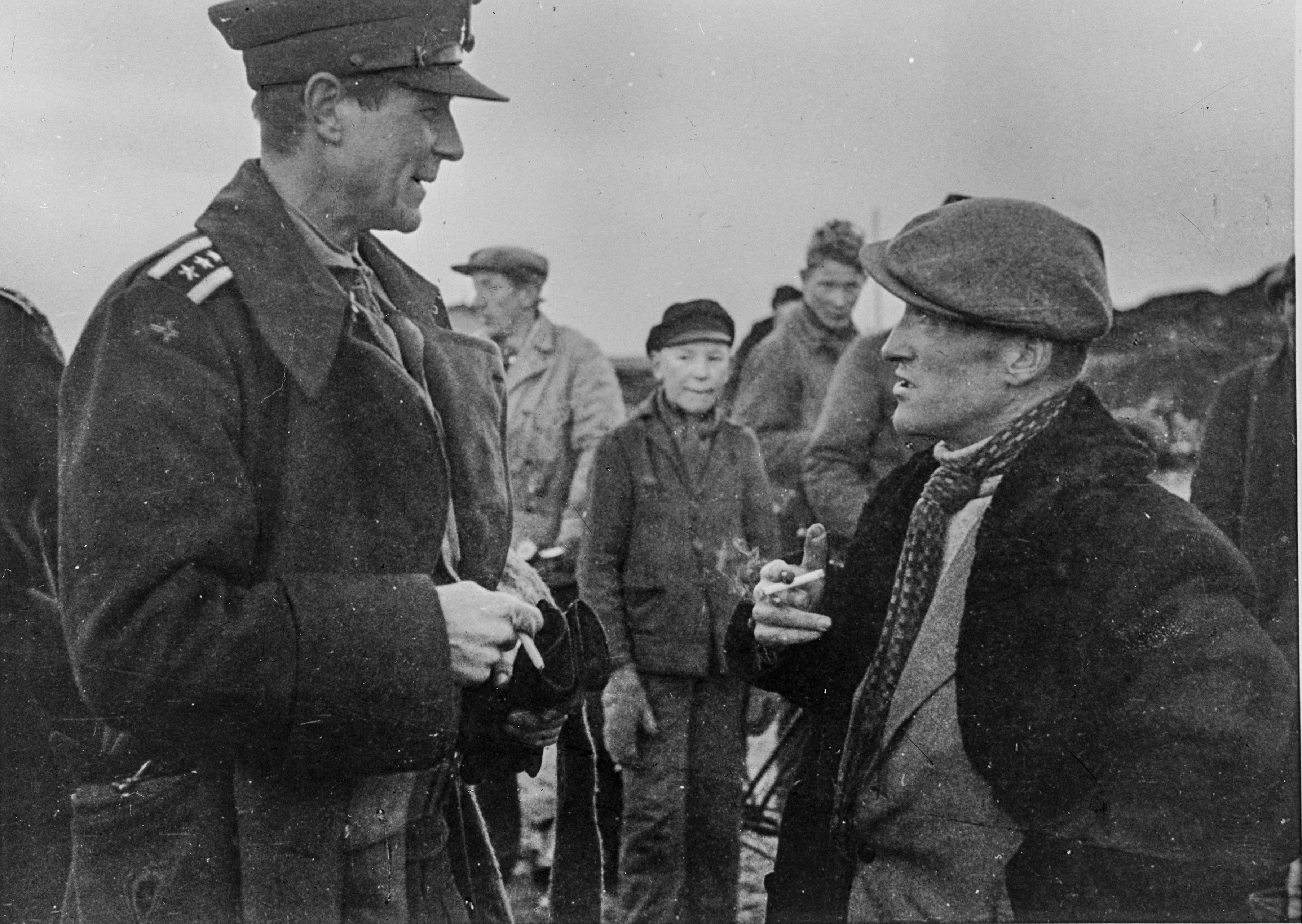
Peder Holt (rechts) im Gespräch mit Oberst Arne Dagfin Dahl in Vadsø während der Befreiung der Finnmark.

Pedar Ragnar Holt (* 25. Januar 1899 in Vardø, Finnmark; † 24. März 1963 in Vadsø, Finnmark) war ein norwegischer Politiker der Arbeiderpartiet, der unter anderem von 1930 bis 1940 Bürgermeister von Vardø, von 1945 bis 1948 Minister ohne Geschäftsbereich, ab 1948 bis zu seinem Tode 1963 Staatsverwalter (Fylkesmann) des Fylke Finnmark sowie zugleich von 1951 bis 1955 Fischereiminister Norwegens war.

## Leben

### Journalist, Bürgermeister von Vardø und Zweiter Weltkrieg
Pedar Ragnar Holt, Sohn des Typografen Johannes Holt und dessen Ehefrau Anna Marie Larsen, besuchte nach der Handelsschule drei Jahre land die Technische Abendschule. Im Anschluss war er von 1924 bis 1931 Redakteur der in Vardø erscheinenden Tageszeitung Finnmarken und engagierte sich zudem von 1924 bis 1940 als Kassierer der dortigen Arbeitervereinigung. Daneben war er von 1926 bis 1937 Vorsitzender des örtlichen Vermittlungsausschusses. 1930 wurde er erstmals Bürgermeister von Vardø, der östlichsten Gemeinde Norwegens, und bekleidete dieses Amt bis zur deutschen Besetzung Norwegens am 9. April 1940. In dieser Funktion war er von 1932 bis 1940 zudem Vorsitzender der Hafenbehörde der Gemeinde sowie zusätzlich von 1933 bis 1934 Vorsitzender des Planungs- und Projektausschusses der Finnmark.
Nach der deutschen Besetzung musste Peder Holt seine politischen Funktionen aufgeben, da er keine Loyalitätserklärung gegenüber den Besatzungsmächten unterzeichnen wollte. Aufgrund seines Widerstands war er auch eine Weile im Polizeihäftlingslager Sydspissen in Tromsø inhaftiert. Er arbeitete außerhalb der Inhaftierung von 1940 und 1944 als Disponent für Kühl- und Gefriersysteme. Ab 1943 wurde Holt in die geheimen Vorbereitungen der Exilregierung in London zur Befreiung der Finnmark einbezogen. Auf dem Weg zu einem solchen Treffen in Vadsø im Mai 1944 wurde der Frachter, an dessen Bord er sich befand, von sowjetischen Marineschiffen angegriffen und Besatzung und Passagiere nach Murmansk gebracht. Im November desselben Jahres, als die Befreiungskämpfe um die Ostfinnmark andauerten und die Verbrannte-Erde-Taktik der Deutschen umgesetzt wurde, brachte ein sowjetisches Schiff Holt nach Vardø zurück. Hier leitete er einen dreiköpfigen Verwaltungsrat für die befreiten Gebiete der Finnmark nach einem Plan, der im Jahr zuvor bei einem geheimen Treffen in Tromsø ausgearbeitet und von der Londoner Regierung genehmigt worden war. Im November 1944 wurde er kommissarischer Gouverneur (Konstituert fylkesmann) der Finnmark und bekleidete dieses Amt bis September 1945. Während dieser Zeit gehörte er neben Oberst Arne Dagfin Dahl zu den maßgeblichen Personen bei der Befreiung der Finnmark. Der Gouverneur der Finnmark, Hans Gabrielsen, befand sich noch in deutscher Gefangenschaft. Holt erhielt in seiner neuen Position ungewöhnlich große Befugnisse. Unter seiner Führung wurden Bürgermeister und Bezirksräte ernannt und eine Zivilverwaltung wiederhergestellt.

### Minister und Fylkesmann der Finnmark
Nach Kriegsende wurde Holt am 5. November 1945 als Minister ohne Geschäftsbereich mit der Zuständigkeit für den Wiederaufbau der Finnmark sowie Troms (Konsultativ statsråd, Gjenoppbygging) in die zweiten Regierung Gerhardsen berufen und hatte dieses Amt bis zu seinem Rücktritt am 30. August 1948 inne. Daneben war er von 1946 bis 1958 Mitglied des Aufsichtsrates des Eisenerzbergwerks Aktieselskapet Sydvaranger.
Nach seinem Ausscheiden aus der Regierung wurde Peder Holt 1948 Gouverneur (Fylkesmann) des Fylke Finnmark und damit Nachfolger von Hans Gabrielsen, der neuer Gouverneur des Fylke Oppland wurde. Er bekleidete das Amt des Fylkesmann der Finnmark bis zu seinem Tode am 24. März 1963, woraufhin Kolbjørn Varmann seine Nachfolge antrat. Zugleich war er von 1948 bis 1952 Vorsitzender der Varanger-Kraftwerkgesellschaft sowie von 1948 bis 1963 sowohl Vorsitzender des Wiederaufbauausschusses als auch Vorsitzender des Verkehrsausschusses des Fylke Finnmark. Er bekleidete zwischen dem 19. November 1951 und dem 22. Januar 1955 in der Regierung Torp den Posten als Fischereiminister (Statsråd, Fiskeridepartementet). Während dieser Zeit fungierte Dag Tønder als kommissarischer Fylkesmann der Finnmark. Zuletzt war er von 1958 bis 1963 auch Mitglied des Vorstands des Eisenerzbergwerks Aktieselskapet Sydvaranger sowie von 1959 bis 1960 auch Vorsitzender der norwegisch-sowjetischen Seegrenzen-Regulierungskommission. Für seine Verdienste wurde ihm die Würde als Kommandeur 1. Klasse des Ordens des Löwen von Finnland verliehen.